# Закревський Віктор Олексійович

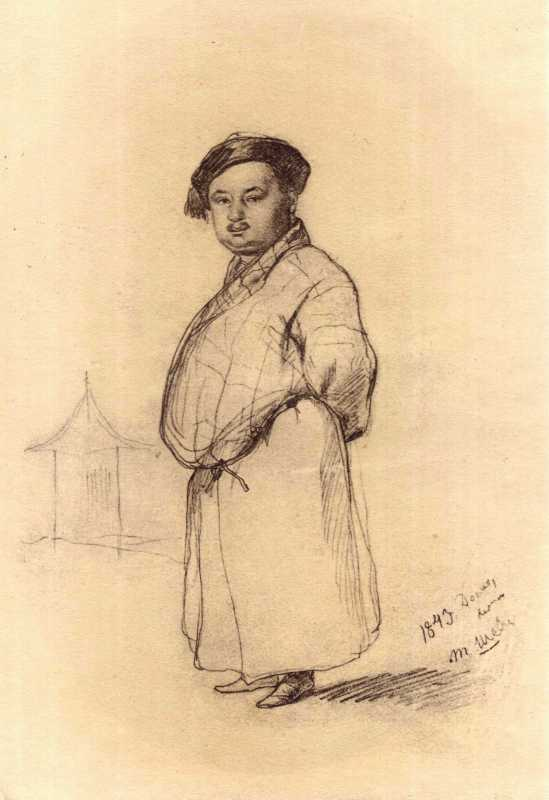
Шаржований портрет Віктора Олексійовича Закревського.

Віктор Олексійович Закревський (нар.1807, с. Березова Рудка, Пирятинський повіт, Полтавська губернія, Російська імперія — пом.1858, Там же) — український поміщик (один із власників с. Березова Рудка), ротмістр у відставці, брат Платона Закревського і Софії Закревської, знайомий Тараса Шевченка.

## Біографія
Віктор Закревський — нащадок давнього шляхетського роду.
Серед Закревських були: київський полковий осавул — Осип Закревський, юрист і політик — Гнат Закревський, дослідник української старовини — Микола Закревський, повітові, губернські та столичні урядовці.
Придбане в 1752 році помістя Березова Рудка Пирятинського повіту Полтавської губернії (тепер Лубенського району Полтавської області) стає родовим маєтком.
Віктор Олексійович Закревський відрізнявся доброзичливістю, людяним ставленням до кріпаків, за що рідні називали його «Infant Terrible». Вершиною його добродушної вдачі став цивільний шлюб з простою селянкою.
Віктор Закревський очолював «Товариство мочемордія» (п'яниць) — гурток молодих вільнодумців та опозиційно налаштованих щодо російського самодержавства, до якого належали Віктор та Михайло Закревські, брати Яків та Сергій де Бальмени, історик М. Маркевич, офіцер Ціхонський та ін.
Молоді чоловіки, збираючись проголошували вільнодумні тости, розмовляли про «фальш шляхетсько-панського життя, що виробилась віками, та особливо при кінці XVIII і на початку ХІХ дійшла до найвищого ступеня …».
1848 року, за доносом пирятинського повітового маршалка Д. Селецького, вони притягалися до слідства за тости: «Да здравствует французская республика!», «Да здравствует украинская республика!».

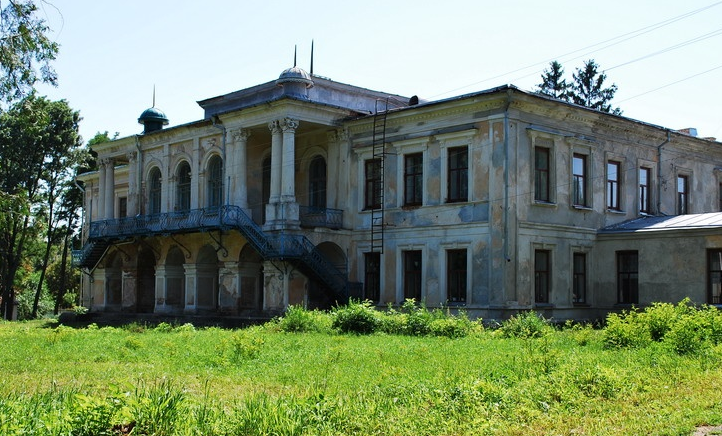
Палац Закревських в селі Березова Рудка

## Взаємини Тараса Шевченка та Віктора Закревського
Вони познайомились 29-30 червня 1843 року на балу в Тетяни Волховської в селі Мойсівці.
Під час поїздки в Україну влітку і восени 1843 року у «товаристві мочемордія» бував і Шевченко.
У грудні того ж року намалював олівцем шаржовий портрет Віктора Закревського.
У них виявилось багато спільного, спілкування було не офіційним, а простим і дружнім.
Шевченко листувався з Віктором Закревським. Один лист, написаний з Яготина, Шевченко завершив: «…нехай тобі Бахус помага тричі по тричі морду намочить. Амінь. Нудьгою і недугою битий Т.Шевченко».
Шевченко був закоханим у невістку Віктора Закревського, дружину його брата Платона — Ганну.